# روبرت لارسون
روبرت لارسون هو لاعب هوكي الجليد سويدي، ولد في 20 فبراير 1967 في سكيلفتيا في السويد، وتوفي في 1 فبراير 2018.

## وصلات خارجية
- روبرت لارسون على موقع دوري الهوكي الوطني (الإنجليزية)
- روبرت لارسون على موقع EliteProspects.com (الإنجليزية)
- روبرت لارسون على موقع HockeyDB.com (الإنجليزية)